# Patrimonio natural paisajístico Siete Lagunas
El patrimonio natural paisajístico Siete Lagunas es un área en el macrodistrito de Hampaturi del municipio de La Paz definida oficialmente de interés público para su preservación mediante la Ordenanza Municipal 259/2015 del Gobierno Autónomo Municipal de La Paz. 

## Características
Tiene una superficie de 132, 75 haque limita al norte con el macrodistrito Zongo del municipio de La Paz, al sur con los barrios de Limanipata, Las Nieves y Alto San Pedro; al este con la Laguna Incachaca y al oeste con la comunidad Bajo Milluni del Municipio El Alto.A más de 4 mil metros de altura, su clima es frío y húmedo con heladas y ocasionales precipitaciones en forma de nieve o granizo durante casi todo el año. El suelo es rocoso y forma laderas poco estables y mesetas semi elevadas, la vegetación incluye pajonales y plantas pequeñas como la Festuca dolichophylla y la Yareta, mientras que la fauna es dominada por aves endémicas como la Focha Gigante, aves migratorias como el Halcón Aleto, el Carachi Negro y, más recientemente, la cría de Trucha.
Este ecosistema crece en torno al recorrido del agua, que se manifiesta en vertientes, lagunas naturales y el río Wallaquiri. Son estas siete lagunas de origen glaciar la presencia que da forma al paisaje y estimula a su preservación. Las más características son:
- Saytu Cota, laguna larga. Tiene 5 metros de profundidad, 180 de longitud y 70 de ancho. Comunarios cuentan que sus aguas antes indomables fueron calmadas por la melodía de sus cantos y sikus de viento.[2]
- Moroko Cota, laguna redonda. Tiene 297 m² de superficie a una altura de 4248 metros. Comunarios advierten que de noche es visitada por entes envueltos en fuego que surcan el cielo con gran resplandor.[2]
- Chojta Cota, laguna verde. Tiene 463 m² de superficie, 8 metros de profundidad y 100 de longitud. Es utilizada para la crianza de truchas. Mediante canales subterráneos, en época de lluvia produce otras dos pequeñas lagunas. [2]
- Achachi Cota, laguna vieja. Tiene 592 m² de superficie a 4250 metros de altura, una de las más grandes de la zona.[2]
- Murmutani Cota, laguna de las algas de agua dulce. Tiene 283 m² de superficie y forma ovoidal a 4269 metros de altura. [2]

La otra gran presencia en el paisaje es el cerro Achachikollo, lugar sagrado donde comunarios realizan ceremonias y rituales, y desde cuya cima se observan las zonas de Illimani Pata, parte de la Cordillera Real y las ciudades de La Paz y El Alto.

## Actividades humanas
La comunidad Achachicala Originario es un asentamiento de alrededor de 200 personas en 40 familias que habitan el área. Viven de la agricultura de verduras y tubérculos, la crianza de ovejas, cerdos, vacas y camélidos, la pesca de truchas, y artesanías con lana de camélidos y totora. Se organizan en torno a la autoridad de un jilacata y el consejo educativo en la Unidad Educativa Siete Lagunas. La unidad educativa ofrece cursos hasta 5.º de primaria en 2 aulas y en 2022 fue atendida por 57 estudiantes matriculados.Adyacente a la escuela existen una pequeña plaza, un parque, una construcción de adobe que sirve como sala de reuniones y una cancha de tierra que en feriados y fines de semana es escenario de partidos de fútbol.
El potencial turístico de Siete Lagunas es amplio pero poco desarrollado. Entre las posibles actividades se encuentran la observación de aves y flora, y recorridos de trekking y senderismo. En 2023 se inauguró una ruta ecoturística para el avistamiento de aves, que implicó la instalación de miradores, señalética y un bote, junto a iniciativas de limpieza de residuos sólidos y capacitación a miembros de la comunidad.

## Galería

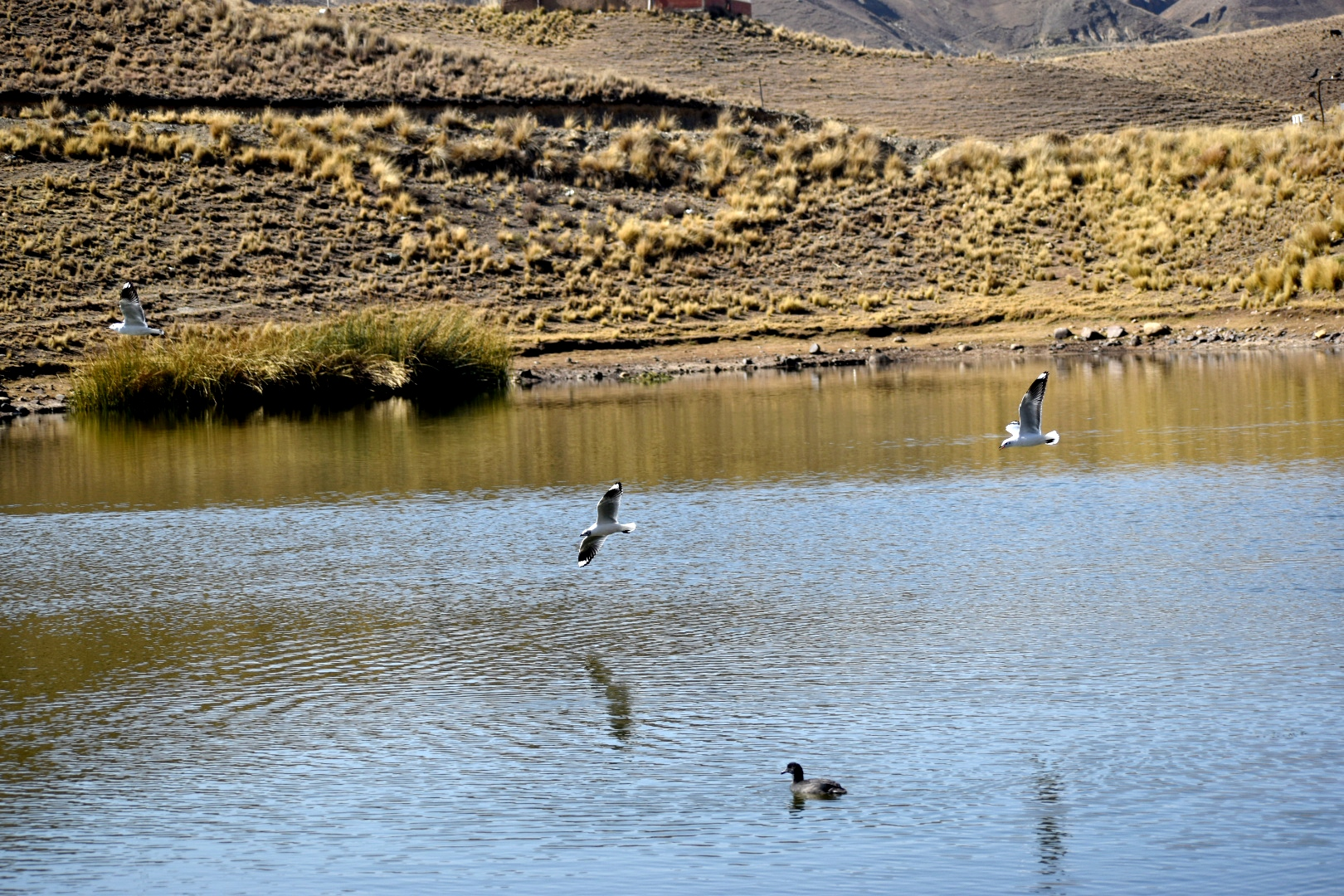
Huallata pescando en Moroko Cota, debajo una Choka Gigante nadando
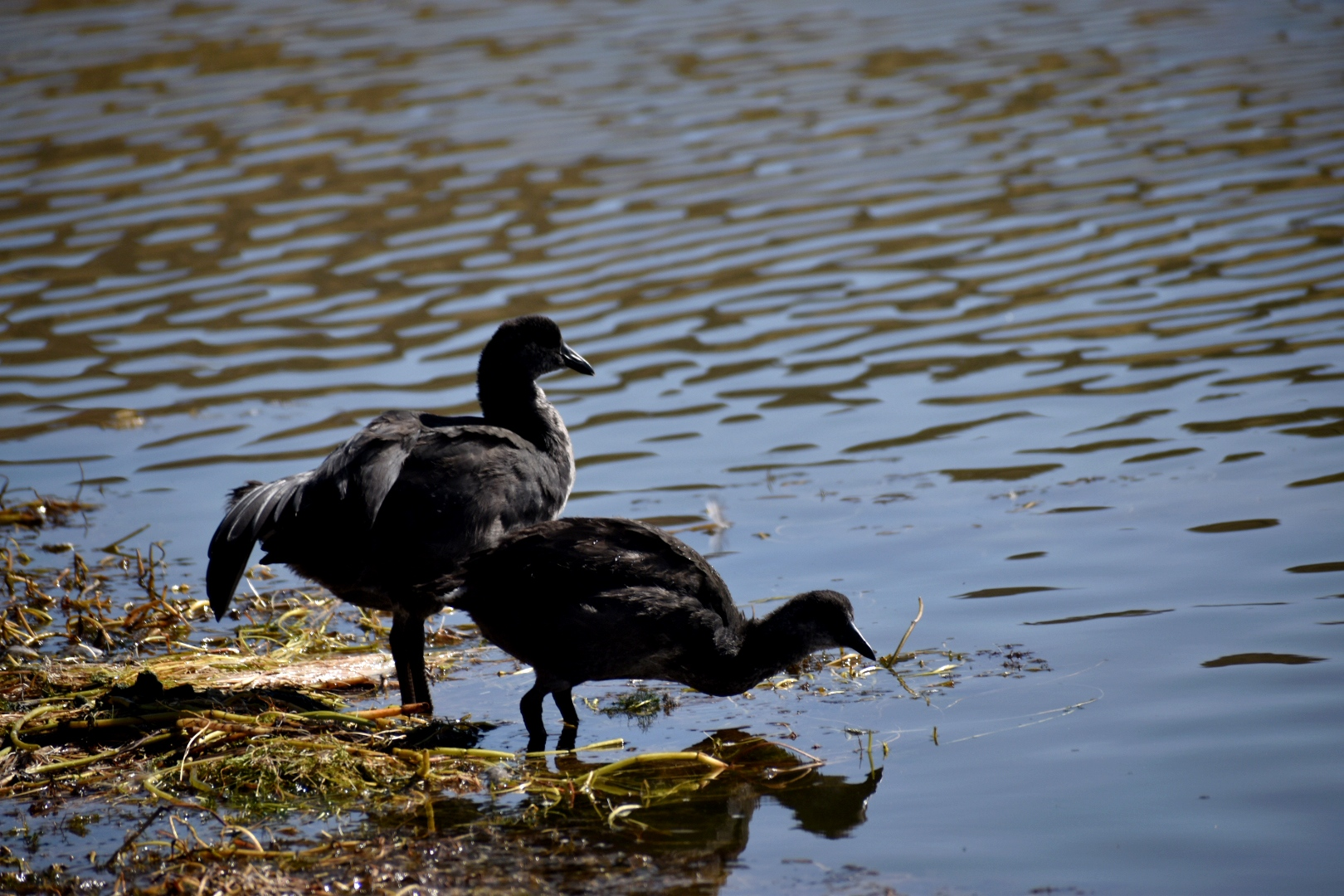
Pareja de Patos Crestones
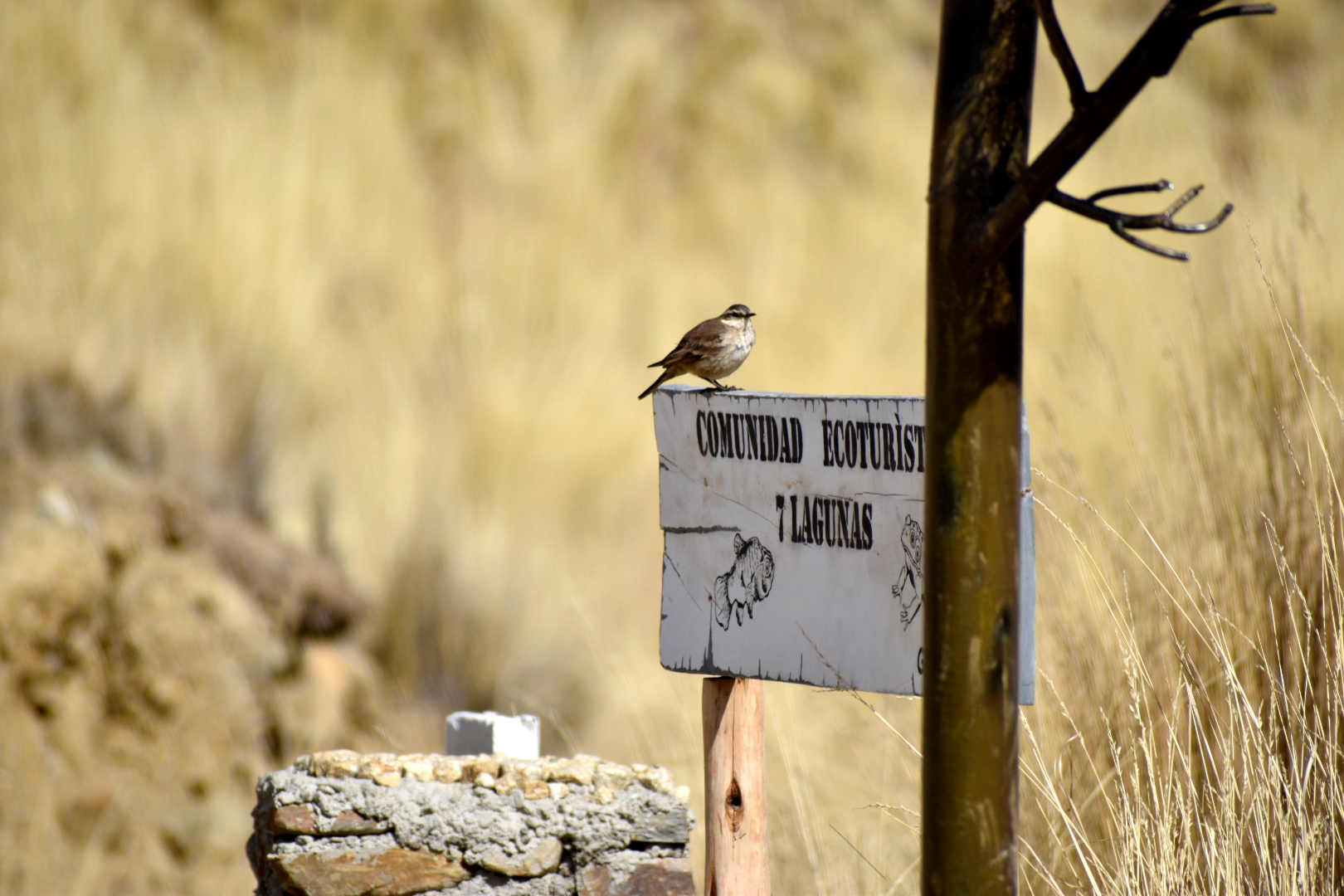
Remolinera Andina sobre cartel
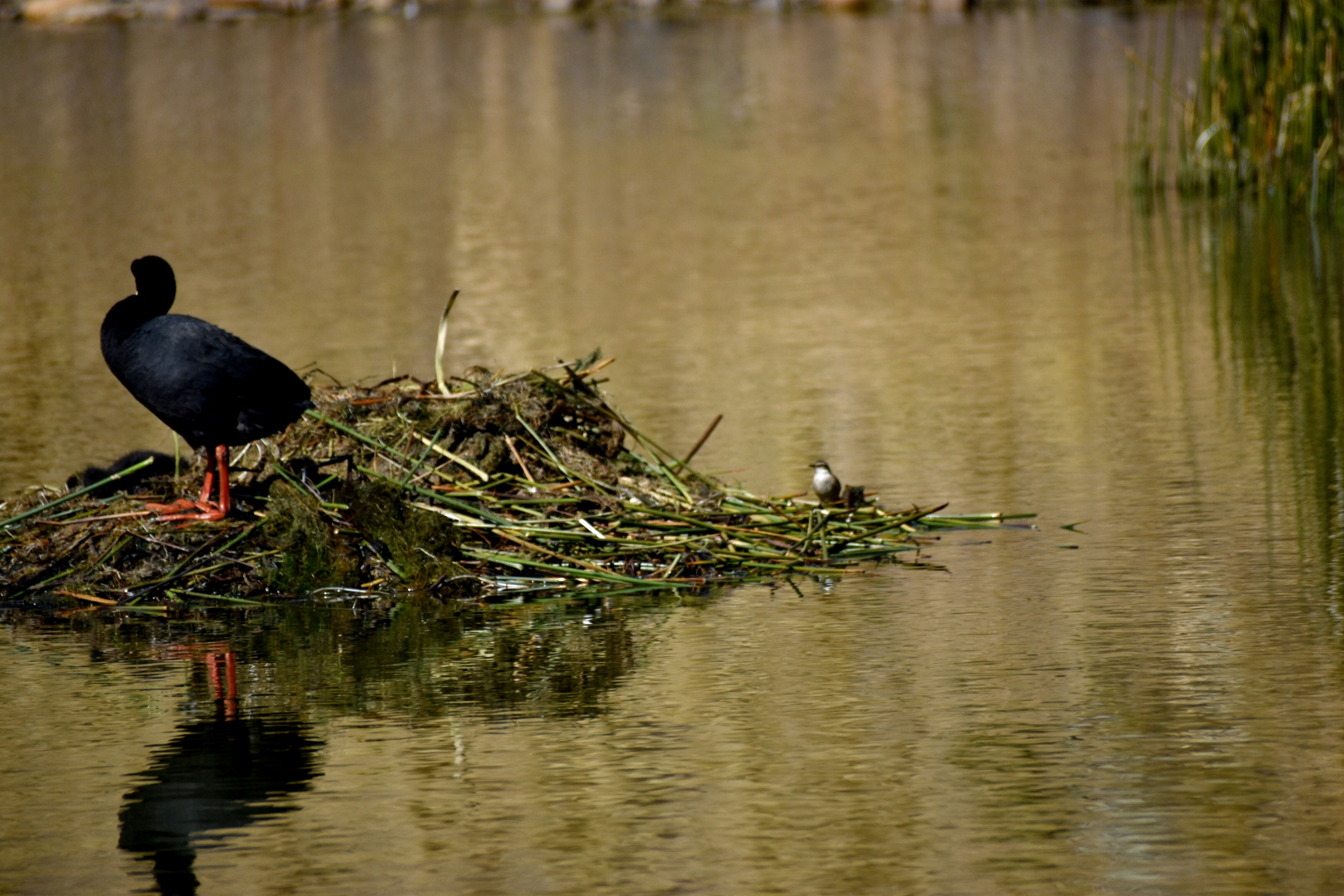
Choka Gigante y Remolinera Andina comparten un islote de caña en Moroko Cota
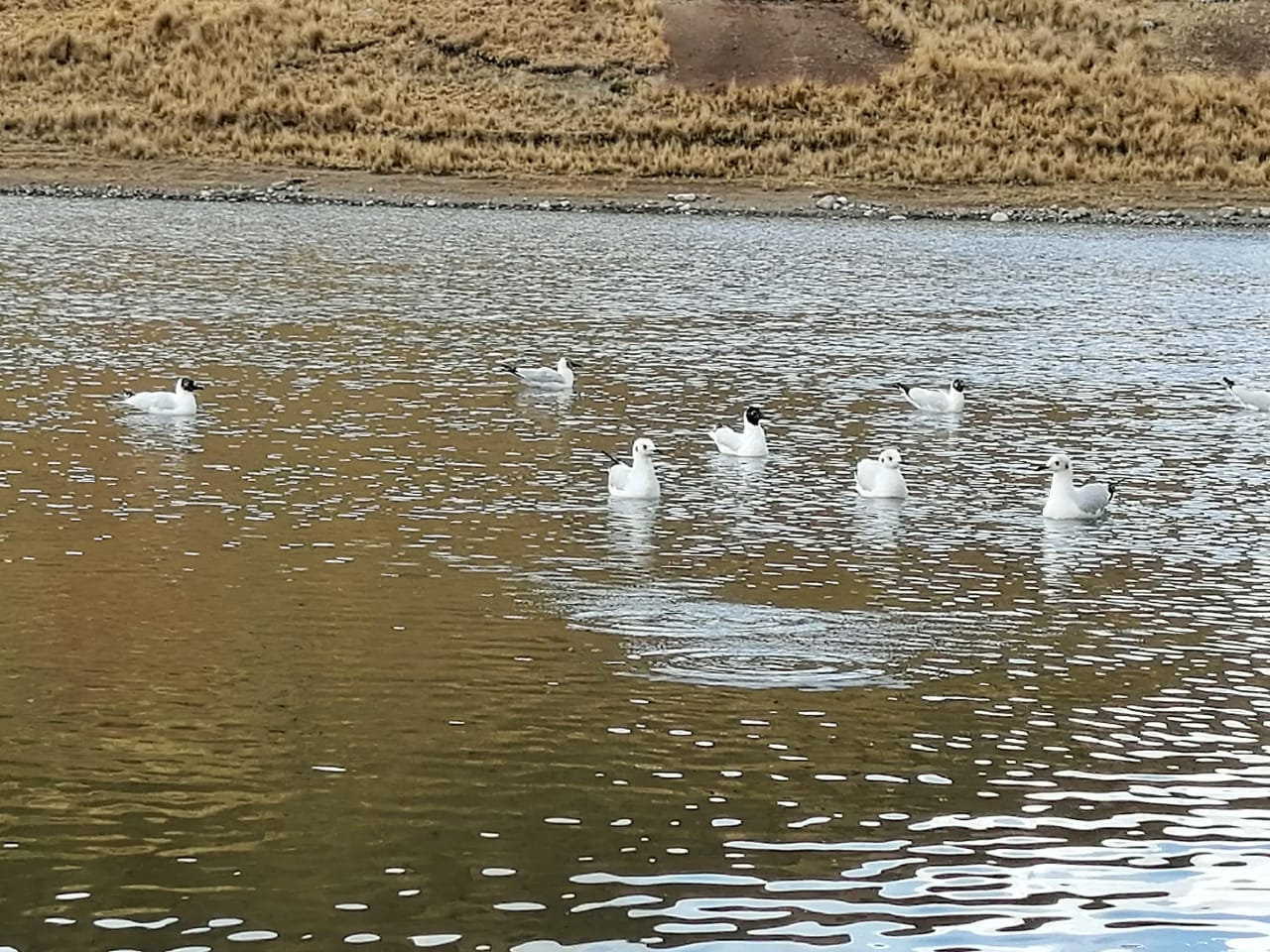
Gaviotas.